# Martin Hinteregger
Martin Hinteregger (Feldkirchen in Kärnten, 7 september 1992) is een voormalig Oostenrijks voetballer die doorgaans als centrale verdediger speelde. Hij verruilde FC Augsburg in augustus 2019 voor Eintracht Frankfurt, dat hem in het voorgaande halfjaar al huurde. Hinteregger debuteerde in 2013 in het Oostenrijks voetbalelftal.

## Clubcarrière
Hinteregger sloot zich op zesjarige leeftijd aan bij het lokale SGA Sirnitz (gemeente Albeck). In juli 2006 werd hij getransfereerd naar Red Bull Salzburg. Op 16 oktober 2010 maakte hij zijn debuut in het eerste elftal tegen Kapfenberger SV. Vijf dagen later debuteerde hij in de Europa League tegen Juventus. Op 25 augustus 2011 schoot hij Red Bull Salzburg in de groepsfase van de UEFA Europa League, ten nadele van Omonia Nicosia.

## Interlandcarrière
Hinteregger speelde voor diverse Oostenrijkse jeugdelftallen, waaronder Oostenrijk –21. In juni 2012 kreeg hij een uitnodiging voor het Oostenrijks voetbalelftal. Zowel tegen Roemenië als tegen Oekraïne kwam hij echter niet aan spelen toe. Onder leiding van bondscoach Marcel Koller maakte hij zijn debuut voor de nationale A-selectie op 19 november 2013 in de vriendschappelijke thuiswedstrijd tegen de Verenigde Staten (1–0) in het Ernst Happel Stadion in Wenen, net als Kevin Wimmer (FC Köln), Lukas Hinterseer (FC Wacker Innsbruck) en Philipp Zulechner (SV Grödig). Met Oostenrijk nam Hinteregger in juni 2016 deel aan het Europees kampioenschap voetbal 2016 in Frankrijk. Oostenrijk werd uitgeschakeld in de groepsfase na nederlagen tegen Hongarije (0–2) en IJsland (1–2) en een gelijkspel tegen Portugal (0–0).

## Erelijst
Red Bull Salzburg
- Kampioen Bundesliga

2009/10, 2011/12, 2013/14, 2014/15
- Beker van Oostenrijk

2011/12, 2013/14, 2014/15
1 Trapp  ·
3 Theate ·
4 Koch ·
5 Amenda ·
6 Højlund ·
7 Marmoush ·
8 Chaïbi ·
9 Matanović ·
11 Ekitike ·
13 Kristensen ·
15 Skhiri ·
16 Larsson ·
18 Dahoud ·
19 Bahoya ·
20 Uzun ·
21 Brown ·
22 Chandler ·
23 Lisztes ·
26 Ebimbe ·
27 Götze ·
28 Wenig ·
29 Nkounkou ·
33 Grahl ·
34 Collins ·
35 Tuta ·
36 Knauff ·
37 Santos ·
41 Onguéné ·
44 Bautista ·
45 Loune ·
47 Fenyő ·
Coach: Toppmöller
· Keeperstrainer: Zimmermann
1 Almer ·
2 Garics ·
3 Dragović ·
4 Hinteregger ·
5 Fuchs ·
6 Ilsanker ·
7 Arnautović ·
8 Alaba ·
9 Okotie ·
10 Junuzović ·
11 Harnik ·
12 Lindner ·
13 Suttner ·
14 Baumgartlinger ·
15 Prödl ·
16 Wimmer ·
17 Klein ·
18 Schöpf ·
19 Hinterseer ·
20 Sabitzer ·
21 Janko ·
22 Jantscher ·
23 Özcan ·
Coach: Koller
1 A. Schlager ·
2 Ulmer ·
3 Dragović ·
4 Hinteregger ·
5 Posch ·
6 Ilsanker ·
7 Arnautović ·
8 Alaba ·
9 Sabitzer ·
10 Grillitsch ·
11 Gregoritsch ·
12 Pervan ·
13 Bachmann ·
14 Baumgartlinger  ·
15 Lienhart ·
16 Trimmel ·
17 Schaub ·
18 Schöpf ·
19 Baumgartner ·
20 Onisiwo ·
21 Lainer ·
22 Lazaro ·
23 X. Schlager ·
24 Laimer ·
25 Kalajdžić ·
26 Friedl ·
Coach: Foda